# گروه آراس
گروه آراس (تایلندی: บริษัท อาร์เอส จำกัด (มหาชน)) شرکت سرگرمی تایلندی است، که در سال ۱۹۷۶ تأسیس شد.